# 戸張美佳
戸張 美佳（とばり みか、1967年2月3日 - ）は、日本の女優。アイトゥーオフィス所属。かつては東宝芸能に所属していた（1993年当時）。東京都出身。
本名同じ。旧芸名は竹井 美佳、木原 三貴。

## 人物
身長158cm。
趣味・特技は花柳流日本舞踊（名取の資格を持つ）、英会話、読書、料理。
日本ソムリエ協会ワインエキスパート、整理収納アドバイザー2級の資格を持つ。
大妻女子大学短期大学部英文科、放送大学教養学部卒。大学生の時にエキストラのアルバイトをしていたが、本職の俳優の人と比べて待遇がまるで違うことに悔しさを感じて、絶対に女優になると一念発起したことが芸能界を目指すきっかけとなる。TBS緑山塾卒業の後、芸能界デビュー。

## 出演作品

### テレビドラマ

#### NHK
- ドラマ10 / 水族館ガール（2016年）

#### 日本テレビ
- 火曜サスペンス劇場
  - 六月の花嫁シリーズ
    - 第2作「婚約解消殺人事件」（1989年）
    - 第3作「結婚相談殺人事件」（1992年）

  - 娘という名の他人（1994年） - 真希
- 土曜グランド劇場
  - いけない女子高物語（1990年）
  - …ひとりでいいの（1992年）
- いとこ同志（1992年）
- パパっ子ちゃん（1993年）

#### TBS
- 金曜日には花を買って 第9話「燃えて、男と女」（1986年）
- 毎度おさわがせします 第3シリーズ（1987年） - 小谷みどり
- ママはアイドル! 第10話「おかあさん引退しないで! 涙のさよならコンサート」（1987年）
- 都会の森（1990年） - 林まゆみ
- 貴族の階段（1991年）
- 月曜ドラマスペシャル
  - 看護婦探偵 戸田鮎子 第1作「代理母殺人事件」（1994年）
  - 西村京太郎サスペンス 十津川警部シリーズ 第7作「豪華特急トワイライト殺人事件」（1995年）山本玲子（乗客・戸村の愛人）
- HOTEL シーズン4 第4話「ミステリーな手紙」（1995年）

#### フジテレビ
- 新春時代劇スペシャル / 御存知! 鞍馬天狗（1989年）
- お江戸捕物日記 照姫七変化（1990年）
- 金曜ドラマシアター→金曜エンタテイメント
  - 京都三船祭り殺人事件（1991年）
  - 西村京太郎サスペンス 環状線に消えた女（1995年）
  - 横溝正史シリーズ・女怪（1996年）
  - キッチン探偵・南本ちなみの推理日誌（1997年、未放映）
- 福井さんちの遺産相続（1994年）
- 彼（1997年）
- 白衣のなみだ（2013年）
- オトナの土ドラ / さくらの親子丼 第1シリーズ 最後の一杯（2017年） - 弁護士

#### テレビ朝日
- 続・三匹が斬る! 第8話「消えた夫、無礼講祭りに消えた女」（1988年） - おしん
- 御宿かわせみ・恋娘（1989年） - 染吉
- 土曜ワイド劇場
  - 西村京太郎トラベルミステリー・寝台特急八分停車（1989年） - 鳥羽ゆう子
  - 冬の旅情サスペンス 北都殺人紀行（1995年）
  - 女サギ師華麗なる賭け（1997年）
- 火曜ミステリー劇場 / なんでも屋探偵帳 第3作「花嫁の父の変死 披露宴が一転して社葬へ」（1991年）
- 木曜ドラマ / 外科病棟女医の事件ファイル（1991年）
- 女検事の捜査ファイル（1993年）
- 土曜ナイトドラマ / 妖怪シェアハウス-帰ってきたん怪- 第1話（2022年） - レディース軍団
- 暴太郎戦隊ドンブラザーズ ドン38話（2022年） - 飯田典子

#### テレビ東京
- 大江戸捜査網 第8話「小さな目撃者の危機!」（1990年）
- 日本名作ドラマ / 真実一路（1993年）
- ドラマ24 / 生きるとか死ぬとか父親とか 第12話（2021年）

#### BS-TBS
- 踊る大空港、或いは私は如何して踊るのを止めてゲームのルールを変えるに至ったか。（2017年）

### テレビ番組
- 中居正広の金曜日のスマイルたちへ（2019年、TBS）
- 日曜THEリアル! ラストドクター その命を救えるのは あの人しかいない（2020年、フジテレビ）

### 映画
- 天河伝説殺人事件（1991年）
- 優しい人（2017年）
- 影踏み（2019年）
- フクロウ人形の秘密（2020年）
- エッシャー通りの赤いポスト（2020年）
- my life（2021年）
- 光の指す方へ（2022年）

### 配信ドラマ
- 全裸監督 シーズン2（2021年、Netflix）

### 舞台
- 思ひ川（1995年）
- ざぶとん（1996年）
- 享保の暗闘～吉宗と宗春（2018年）
- ピラミッドの作りかた（2019年）
- G7（2025年）[5]

### CM
- M&Aキャピタルパートナーズ「社長と工場」篇（2018年）
- ライオン システマ ハグキプラス「広がってます」篇（2018年）
- 小林製薬 ケシミンクリーム「今からシミ対策」篇（2019年）
- 日本マクドナルド チキンタツタ「ふたつのタツタ」篇、「ひとくちタツタ」篇（2020年）
- 大正製薬 トクホンLoxyテープ（2021年）
- 明治 明治の宅配（2021年）
- レディスアデランス 「ふんわりボリュームアップ賀来さんの歌」篇（2021年）
- 富山常備薬 ヒフールHPソフトローション（2021年）

### WEB
- ROSOKU MINAI ブランドWEB限定ムービー-「灯り」（2019年）